# Кубок мэра
Кубок мэра — ежегодная однодневная шоссейная велогонка, проходящая в Москве в начале мая. Впервые была проведена в 2005 году, она вошла в календарь UCI Europe Tour под категорией 1.2.

## Победители
| Год  | Победитель       | Второй             | Третий             |
| ---- | ---------------- | ------------------ | ------------------ |
| 2005 | Иван Теренин     | Александер Готфрид | Нормунд Ласис      |
| 2006 | Нормунд Ласис    | Алексей Сарамотин  | Эдуард Ворганов    |
| 2007 | Денис Галимзянов | Александр Миронов  | Алексей Сарамотин  |
| 2008 | Тимофей Крицкий  | Анатолий Югов      | Евгений Решетко    |
| 2009 | Михаил Антонов   | Валерий Валынин    | Сергей Щербаков    |
| 2010 | Жолт Дер         | Александр Порсев   | Иван Ковалёв       |
| 2011 | Иван Стевич      | Дмитрий Косяков    | Дмитрий Самохвалов |
| 2012 | Игорь Боев       | Энди Байц          | Вячеслав Кузнецов  |
| 2013 | Виталий Буц      | Максим Покидов     | Юрий Агарков       |
| 2014 | Сергей Лагутин   | Андрис Смирновс    | Марис Богданович   |
| 2015 | Сергей Лагкути   | Денис Костюк       | Сергей Попок       |